# Pujo-le-Plan
Pujo-le-Plan (en gascon Pujòu e Lo Plan) est une commune du Sud-Ouest de la France, située dans le département des Landes (région Nouvelle-Aquitaine).

## Géographie

### Situation
Pujo-le-Plan est à 4 km au sud-sud-ouest de Villeneuve-de-Marsan et à 12 km à l'est de sa préfecture Mont-de-Marsan,.
Le parc naturel régional des Landes de Gascogne est à 18 km au nord-nord-ouest.
La commune est traversée par l'autoroute A65 Langon - Pau, mise en service fin 2010. L'entrée-sortie d'autoroute la plus proche est à 16 km au nord au péage du Calloy (sortie no 4) sur Gaillères. Vers le sud, 'entrée-sortie la plus proche est la no 6 à Aire-sur-l'Adour, à 19 km. Une entrée-sortie no 5 proche de Villeneuve-de-Marsan a été prévue avant la fin de la concession en cours en 2021.
Le GR 654 ouest (voie verte) traverse la pointe nord-ouest de la commune.

### Communes limitrophes
Les communes limitrophes sont Artassenx, Bougue, Castandet, Laglorieuse, Maurrin, Perquie, Saint-Cricq-Villeneuve, Saint-Gein et Villeneuve-de-Marsan.
| Bougue               | Saint-Cricq-Villeneuve | Villeneuve-de-Marsan |
| Laglorieuse          | Pujo-le-Plan           | Perquie              |
| Artassenx (sur 80 m) | Maurrin, Castandet     | Saint-Gein           |

### Géologie, relief
Hormis les basses terrasses du fond de la vallée du Ludon faites de galets et sables (« Fx », en gris clair sur la carte géologique), et les alluvions récentes de graviers, galets et sables (« Fy-z », en blanc) encaissées dans les alluvions des basses terrasses, la commune est pratiquement entièrement installée sur les « sables fauves » typiques du bassin aquitain, de couleur ocre et plus ou moins hématisés (« m4 », en jaune à pois rouges sur la carte géologique).
On trouve aussi quelques petites formations de glaises bigarrées (argile plastique versicolore) datant du Miocène supérieur (« m5 », en jaune avec des tirets horizontaux) ; dont une de 34 ha au nord de Carnette, une autre de 11,8 ha à environ 1 km au nord-est de Nauton (à cheval sur la limite de communes avec Villeneuve).
Altitudes
La formation de glaises bigarrées au nord de Carnette est aussi le point le plus élevé de la commune, avec une altitude de 116 m. C'est le seul endroit de la commune où se trouvent des vignes.
Le point le plus bas est à 51 m d'altitude, à l'endroit où le Ludon sort de la commune.

### Hydrographie
La commune est traversée dans le sens sud-est / nord-ouest par le Ludon, affluent de rive gauche (côté sud) du Midou et qui rejoint ce dernier à Bougue, la commune voisine au nord-ouest.

### Climat
Pour des articles plus généraux, voir Climat de la Nouvelle-Aquitaine et Climat des Landes.
Historiquement, la commune est exposée à un climat océanique aquitain.  
En 2020, Météo-France publie une typologie des climats de la France métropolitaine dans laquelle la commune est exposée à un climat océanique et est dans la région climatique  Aquitaine, Gascogne, caractérisée par une pluviométrie abondante au printemps, modérée en automne, un faible ensoleillement au printemps, un été chaud (19,5 °C), des vents faibles, des brouillards fréquents en automne et en hiver et des orages fréquents en été (15 à 20 jours).
Pour la période 1971-2000, la température annuelle moyenne est de 13,1 °C, avec une amplitude thermique annuelle de 14,8 °C. Le cumul annuel moyen de précipitations est de 992 mm, avec 11,6 jours de précipitations en janvier et 7,2 jours en juillet. Pour la période 1991-2020, la température moyenne annuelle observée sur la station météorologique la plus proche, située sur la commune de Grenade-sur-l'Adour à 12 km à vol d'oiseau, est de 14,1 °C et le cumul annuel moyen de précipitations est de 1 009,5 mm,. Pour l'avenir, les paramètres climatiques de la commune estimés pour 2050 selon différents scénarios d’émission de gaz à effet de serre sont consultables sur un site dédié publié par Météo-France en novembre 2022.

## Urbanisme

### Typologie
Au 1er janvier 2024, Pujo-le-Plan est catégorisée commune rurale à habitat dispersé, selon la nouvelle grille communale de densité à sept niveaux définie par l'Insee en 2022.
Elle est située hors unité urbaine. Par ailleurs la commune fait partie de l'aire d'attraction de Mont-de-Marsan, dont elle est une commune de la couronne,. Cette aire, qui regroupe 101 communes, est catégorisée dans les aires de 50 000 à moins de 200 000 habitants,.

### Occupation des sols

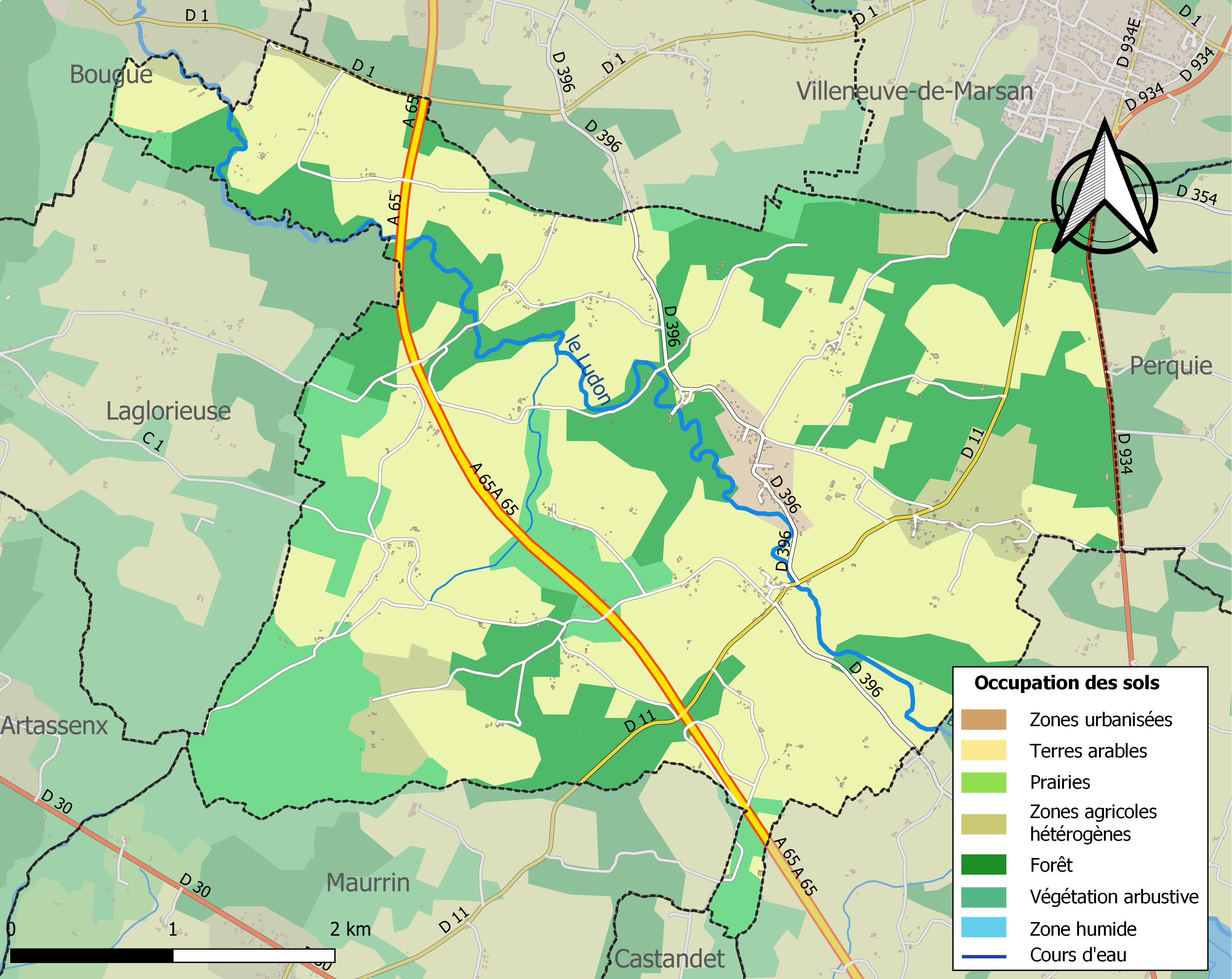
Carte des infrastructures et de l'occupation des sols de la commune en 2018 (CLC).

L'occupation des sols de la commune, telle qu'elle ressort de la base de données européenne d’occupation biophysique des sols Corine Land Cover (CLC), est marquée par l'importance des territoires agricoles (59,5 % en 2018), en diminution par rapport à 1990 (60,6 %). La répartition détaillée en 2018 est la suivante : terres arables (54,6 %), forêts (26,2 %), milieux à végétation arbustive et/ou herbacée (12,8 %), zones agricoles hétérogènes (4,9 %), zones urbanisées (1,5 %). L'évolution de l’occupation des sols de la commune et de ses infrastructures peut être observée sur les différentes représentations cartographiques du territoire : la carte de Cassini (XVIIIe siècle), la carte d'état-major (1820-1866) et les cartes ou photos aériennes de l'IGN pour la période actuelle (1950 à aujourd'hui).

### Risques majeurs
Le territoire de la commune de Pujo-le-Plan est vulnérable à différents aléas naturels : météorologiques (tempête, orage, neige, grand froid, canicule ou sécheresse), feux de forêts, mouvements de terrains et séisme (sismicité très faible). Un site publié par le BRGM permet d'évaluer simplement et rapidement les risques d'un bien localisé soit par son adresse soit par le numéro de sa parcelle.
Pujo-le-Plan est exposée au risque de feu de forêt. Depuis le 20 avril 2016, les départements de la Gironde, des Landes et de Lot-et-Garonne disposent d’un règlement interdépartemental de protection de la forêt contre les incendies. Ce règlement vise à mieux prévenir les incendies de forêt, à faciliter les interventions des services et à limiter les conséquences, que ce soit par le débroussaillement, la limitation de l’apport du feu ou la réglementation des activités en forêt. Il définit en particulier cinq niveaux de vigilance croissants auxquels sont associés différentes mesures,.
Les mouvements de terrains susceptibles de se produire sur la commune sont des tassements différentiels.

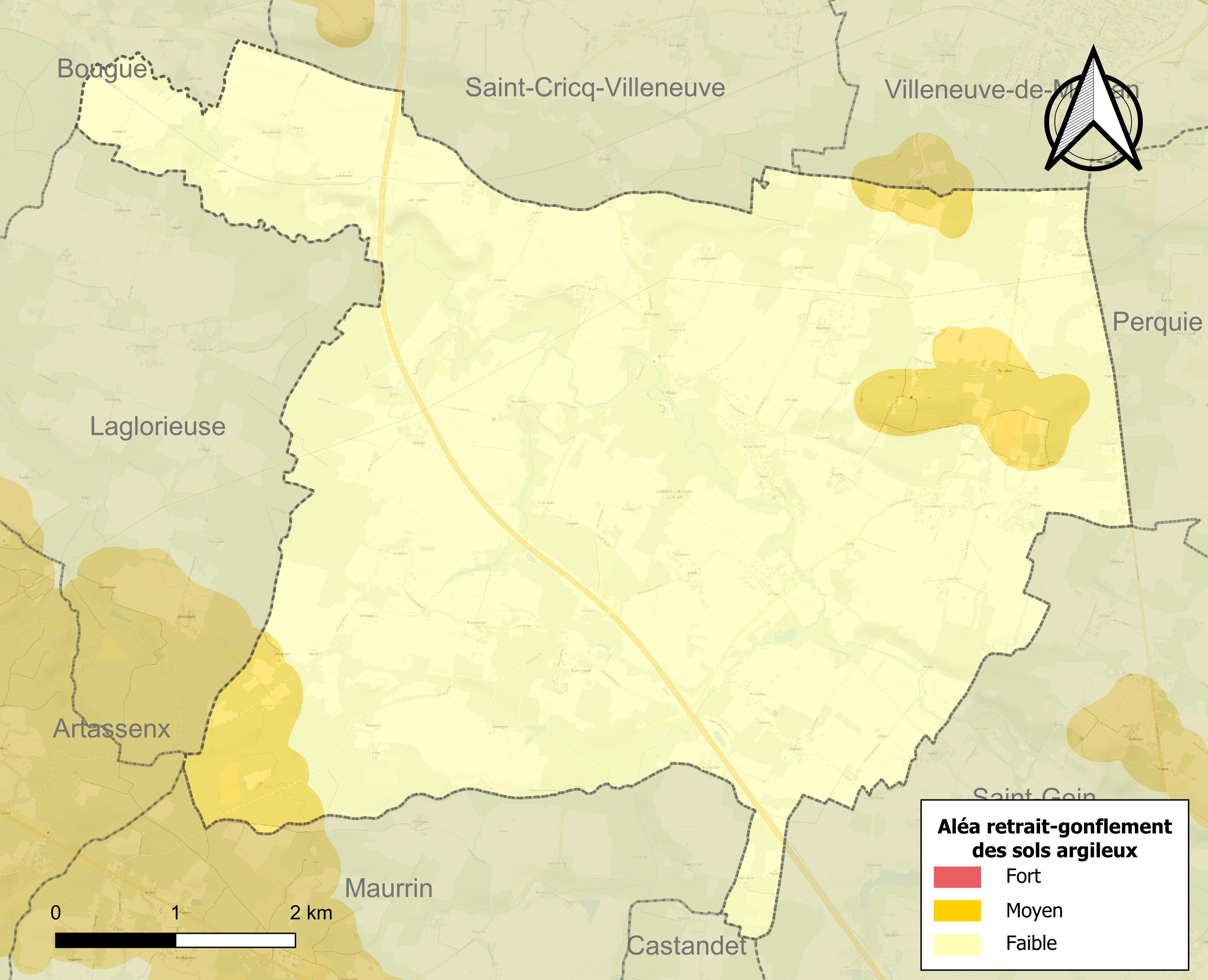
Carte des zones d'aléa retrait-gonflement des sols argileux de Pujo-le-Plan.

Le retrait-gonflement des sols argileux est susceptible d'engendrer des dommages importants aux bâtiments en cas d’alternance de périodes de sécheresse et de pluie. 7,8 % de la superficie communale est en aléa moyen ou fort (19,2 % au niveau départemental et 48,5 % au niveau national). Sur les 294 bâtiments dénombrés sur la commune en 2019,  6 sont en aléa moyen ou fort, soit 2 %, à comparer aux 17 % au niveau départemental et 54 % au niveau national. Une cartographie de l'exposition du territoire national au retrait gonflement des sols argileux est disponible sur le site du BRGM,.
La commune a été reconnue en état de catastrophe naturelle au titre des dommages causés par les inondations et coulées de boue survenues en 1999 et 2009 et par des mouvements de terrain en 1999

## Histoire

### Préhistoire
Site gravettien au Hin de Diou
Le diagnostic d'archéologie préalable à la construction de l'autoroute A65 Langon - Pau a révélé un site de plein air daté de la fin du Gravettien moyen ou du Gravettien récent, au Hin de Diou, hameau situé en limite sur de la commune à environ 1,7 km au sud de la mairie. L'exploration a révélé trois zones de concentration des vestiges. Une partie du matériel lithique est mise en relation avec des tessons de céramique non tournée attribués à une occupation résiduelle de la fin du Néolithique. Le niveau gravettien, correspondant au sables fauves, se serait mis en place après 26 000 cal. AP,.
L'ensemble du matériel lithique a été sourcé au sud-ouest de Pujo, avec des silex de type flysch provenant de sites dans les Pyrénées occidentales distants d'au moins 60 à 80 km, et des silex de Chalosse provenant d'Audignon, Bastennes et Tercis soit entre 20 et 60 km.

### XVIIIesiècle
La carte de Cassini montre un habitat rural relativement dense : les hameaux sont au moins aussi nombreux que de nos jours. À cette époque, Pujo est appelé Lijo. Un pont est signalé au village.

## Politique et administration
| Période                                  | Période  | Identité          | Étiquette | Qualité     |
| ---------------------------------------- | -------- | ----------------- | --------- | ----------- |
| mars 2001                                | 2020     | Daniel Ducam      | SE        | Agriculteur |
| 2020                                     | En cours | Florence Lesparre |           |             |
| Les données manquantes sont à compléter. |          |                   |           |             |

## Démographie
L'évolution du nombre d'habitants est connue à travers les recensements de la population effectués dans la commune depuis 1793. Pour les communes de moins de 10 000 habitants, une enquête de recensement portant sur toute la population est réalisée tous les cinq ans, les populations de référence des années intermédiaires étant quant à elles estimées par interpolation ou extrapolation. Pour la commune, le premier recensement exhaustif entrant dans le cadre du nouveau dispositif a été réalisé en 2008.

En 2022, la commune comptait 625 habitants, en évolution de −1,11 % par rapport à 2016 (Landes : +5,78 %, France hors Mayotte : +2,11 %).
| 1793 | 1800 | 1806 | 1821 | 1831  | 1836  | 1841 | 1846  | 1851  |
| ---- | ---- | ---- | ---- | ----- | ----- | ---- | ----- | ----- |
| 990  | 805  | 802  | 931  | 1 032 | 1 037 | 990  | 1 060 | 1 053 |

| 1856  | 1861  | 1866  | 1872 | 1876  | 1881 | 1886  | 1891 | 1896 |
| ----- | ----- | ----- | ---- | ----- | ---- | ----- | ---- | ---- |
| 1 087 | 1 077 | 1 077 | 993  | 1 010 | 990  | 1 015 | 927  | 842  |

| 1901 | 1906 | 1911 | 1921 | 1926 | 1931 | 1936 | 1946 | 1954 |
| ---- | ---- | ---- | ---- | ---- | ---- | ---- | ---- | ---- |
| 852  | 834  | 791  | 668  | 634  | 605  | 630  | 534  | 497  |

| 1962 | 1968 | 1975 | 1982 | 1990 | 1999 | 2006 | 2008 | 2013 |
| ---- | ---- | ---- | ---- | ---- | ---- | ---- | ---- | ---- |
| 482  | 419  | 405  | 476  | 527  | 544  | 570  | 578  | 610  |

| 2018 | 2022 | - | - | - | - | - | - | - |
| ---- | ---- | - | - | - | - | - | - | - |
| 623  | 625  | - | - | - | - | - | - | - |

## Lieux et monuments
- Église Saint-Martin de Pujo.
- Église Saint-Jean-Baptiste du Plan.
- Villa gallo-romaine des Bignoulets, presbytère.

## Personnalités liées à la commune
- Henri Fouques-Duparc (1903-1976), homme politique, mort dans la commune.

## Galerie

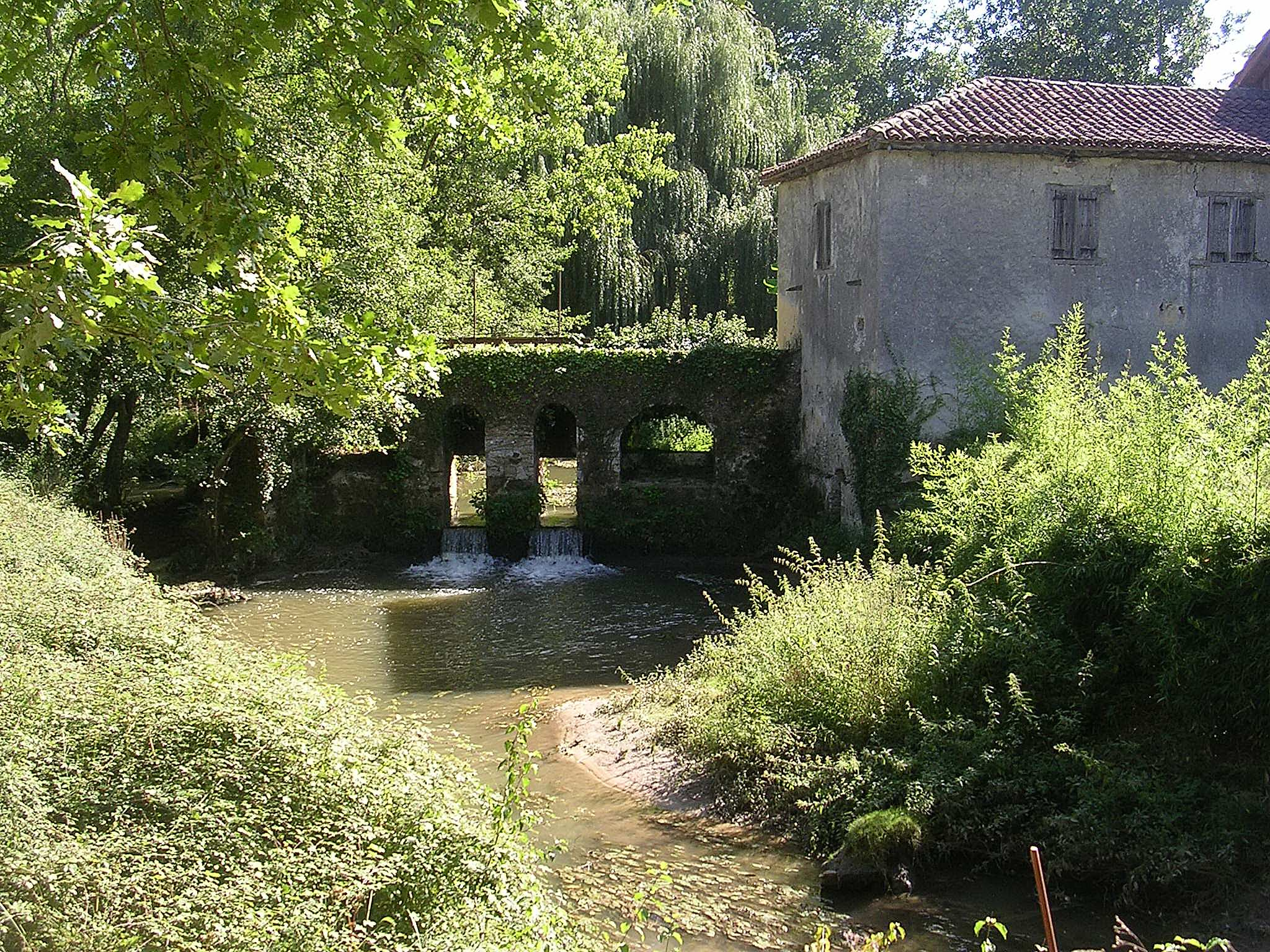
Ancien moulin à eau de Gageat, sur le Ludon.
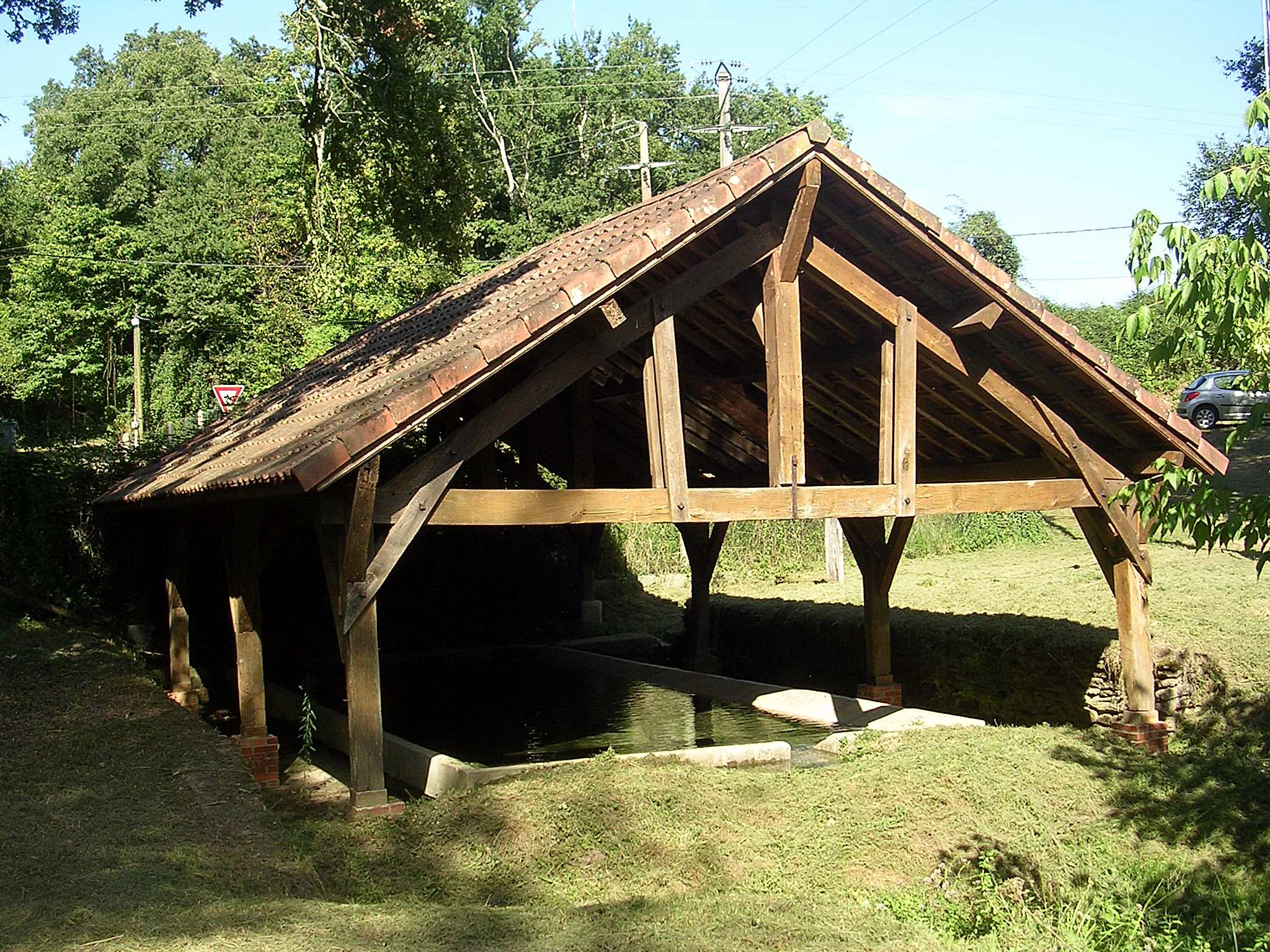
Lavoir restauré de Pujo-le-Plan.